# 南昌国际金融中心
南昌国际金融中心（英语：Nanchang IFC，亦称为：洪客隆国际金融中心）。

## 交通
乘坐17路、229路、204路、228路在春晖路口下车或乘坐旅游2线、209路在昌北公安分局下车。